# Мело, Хосе Мария
Хосе Мария Дионисио Мело-и-Ортис (исп. José María Dionisio Melo y Ortiz; 9 октября 1800 — 1 июня 1860) — южноамериканский военный и политический деятель.

## Биография
Хосе Мария Мело родился в 1800 году в Чапаррале, вице-королевство Новая Гранада, получил крещение в Ибаге. Он принадлежал к индейской народности пихао, его родителями были Мануэль Антонио Мело и Мария Антония Ортис. В 1819 году присоединился к армии Боливара, участвовал в освобождении Южной Америки от испанцев, после образования Великой Колумбии — в колумбийско-перуанской войне.
После ликвидации переворота Урданеты сторонники Боливара были изгнаны из Новой Гранады, и Мело перебрался в Венесуэлу. Здесь в 1835 году сторонники боливарской идеологии под руководством Сантьяго Мариньо устроили военный переворот, отстранили президента Варгаса и призвали к восстановлению Великой Колумбии, однако переворот был подавлен Паэсом, а его участники высланы из страны.
В декабре 1836 года Мело прибыл в Европу, побывал в Бремене, учился в военной академии в Саксонии. Там он заинтересовался социалистическими идеями, познакомился с трудами Фурье и Сен-Симона, узнал о чартизме.
В 1841 году Мело вернулся в Ибаге, где занялся политикой и принял участие в основании «обществ демократии», распространявших знания об экономике и политике. На президентских выборах 1849 года «общества демократии» выступили в поддержку генерала Хосе Иларио Лопеса, обещавшего запретить рабство. Придя к власти, Лопес принял законы о земельной реформе и об освобождении рабов. Недовольные реформами Лопеса консерваторы подняли восстание в провинции Кундинамарка. Лопес призвал Мело на службу, сделал его генералом, и Мело подавил восстание.
В 1853 году президентом был избран Хосе Мария Обандо. В это время в стране назревал раскол по принципу отношения к экономике: «промышленники» («ремесленники») требовали протекционизма и повышения импортных тарифов, чтобы стимулировать местное производство, что не устраивало представителей торгового капитала («торговцев»). Это отобразилось и в стане либералов, разделившихся на «драконовцев» («Draconianos») и «голгофцев» («Gólgotas») соответственно. 17 апреля 1854 года Мело арестовал Обандо, стал президентом сам и начал проводить политику, устраивающую «промышленников» и «драконовцев». В стране началась гражданская война, которую Мело проиграл.
Мело был выслан в Коста-Рику, где участвовал в войне против обосновавшегося в Никарагуа американского авантюриста Уильяма Уокера. В 1859 году переехал в Сальвадор, где стал военным инструктором.
В это время в Мексике шла война за реформу, и Мело решил принять в ней участие на стороне правительства Бенито Хуареса. 10 июня 1860 году в бою с силами генерала-консерватора Хуана Ортега он был ранен, захвачен в плен и убит.